# Индюки: Назад в будущее
Индюки: Назад в будущее (англ. Free Birds — «Свободные птицы») — американский полнометражный мультипликационный фильм, созданный с использованием компьютерной анимации. Премьера фильма в США состоялась 31 октября 2013 года.

## Сюжет
Индюк Реджи всегда боялся оказаться праздничным блюдом в День благодарения. Однако его попытки кого-нибудь предупредить из своего стада на ферме ни к чему не приводили. Когда другие индюки, наконец, осознали, что происходит с ними, они бросают Реджи в качестве само пожертвованного индюка в попытке спасти себя. Ко всеобщему удивлению, он был назван «помилованным индюком» президентом Соединенных Штатов, и впоследствии его доставляют в Кэмп-Дэвид. Реджи поначалу не уверен, но вскоре привыкает. Он ничего не делает, наслаждается пиццами и сериалами.
Через три дня после Дня благодарения, Реджи был похищен Джейком, президентом и единственным членом Общества свободы индюков. Джейк рассказывает Реджи, что таинственный Великий Индюк приказал ему найти помилованного индюка и отправиться с ним в первый День Благодарения, чтобы удалить индеек из праздничного меню раз и навсегда. Несмотря на вмешательство федеральных чиновников и несколько попыток Реджи обмануть его и сбежать, Джейку удается угнать машину времени в форме яйца с Программным обеспечением по имени Стив и принимает Реджи с собой в тот же день в 1621 год. Оказавшись там, они попались на встречу колониальным охотникам во главе с Майлсом Стэндишом. Реджи и Джейка быстро спасают местные индюки под руководством Большеклюва и двое его детей — Дженни и Хантера. Большеклюв объясняет, что индюки были вынуждены жить в под землей, так как поселенцы на них охотятся.
На следующий день, Большеклюв поручает Джейку с Хантером шпионить за поселенцами, а Реджи с Дженни обезвредить все охотничьи ловушки, которые поставили поселенцы. Несмотря на первоначальную враждебность Хантера и Джейка, они узнают, что поселенцы уже начинают подготовку к Дню Благодарения. Реджи и Дженни выполняют свою миссию — индюк из будущего своей неуклюжестью превосходно обезвреживает ловушки. Но они попались на глаза собакам Стэндиша. Реджи приводит Дженни к машине времени Стиву и они прячутся там, но Стэндиш догадывается что индюки спрятались. Стив вылетает на орбиту, и там Реджи показывает Дженни саму планету, на которой они живут, и прибывает обратно на землю. Реджи пытается убедить Дженни, чтобы она отправилась с ним в будущее, как только все уляжется, но она говорит ему, что она не может заставить себя покинуть стадо независимо от того, как сильно она его любит.
Ночью Джейк будит Реджи и говорит ему, что у него есть план нападения на поселенцев. По пути Джейк рассказывает ему, что когда он был маленьким индюком, он рос в Птичьем комбинате. Он должен был сбежать оттуда, и ему доверили сохранить три индюшачьих яйца, но при побеге эти яйца забрали ученые, он подвёл всех индюков сидящих в комбинате. Джейк встретил Великого индюка, и тот попросил найти Реджи и отправиться в прошлое. В то время ещё не желавший в это верить Реджи, идет вместе с Джейком к поселенцам, Джейк идет к Стэндишу, а Стэндиш спит с открытыми глазами и произносит фразу "Нет мамочка, я не хочу носить короткие штанишки, нет!". Им удается использовать порох, чтобы уничтожить все оружие, но Джейк случайно оставляет следы пороха обратно к дереву индюков, а Стэндиш узнаёт дорогу к индюкам где прячутся. Стэндиш и его люди вывели индюков из подполья, захватив достаточно для праздника, и также погибает Большеклюв. Дженни становится новым вождем, и руководит планом нападения на поселенцев. С разбитым сердцем Реджи направляется обратно в настоящее.
Вернувшись в Кэмп-Дэвид, Реджи сталкивается с тремя будущими версиями самого себя. Через неловкий разговор, Реджи обнаруживает, что он сам и есть Великий индюк. Вдохновленный, Реджи отправляется в прошлое, чтобы остановить нападение. В итоге Майлс со своими охотниками наконец-то терпят поражение. Взяв с собой доставщика пиццы, Реджи сумел доказать, что пицца является более вкусным блюдом, чем индейка. В конце концов, Реджи решает остаться с Дженни, в то время как Джейк принимает решение отправиться в путешествие на Стиве, чтобы искать новые приключения.
После анимированных титров следует короткая сцена. Стив приземляется на том же месте и в то же время, где его провожали в конце фильма. Оттуда выходит Джейк и приносит с собой живых утку и курицу. На вопрос, где он был, Джейк отвечает, что его не было много лет. Также он сообщает о возникшей проблеме: утке, фаршированной курицей...

## Роли озвучивали
- Оуэн Уилсон — Реджи
- Вуди Харрельсон — Джейк
- Эми Полер — Дженни
- Джордж Такеи — Стив
- Колм Мини — капитан Майлс Стэндиш
- Кит Дэвид — вождь Большеклюв
- Дэн Фоглер — губернатор Брэдфорд
- Джимми Хейворд — Президент США
- Кейтлин Мехер — дочь Президента
- Карлос Алазраки — Эмос